# Fox News
Fox News (oficialmente Fox News Channel (FNC); comúnmente conocida como Fox a secas) es un canal de televisión por suscripción estadounidense cuya programación se especializa en noticias con una línea editorial conservadora. Es propiedad de Fox Corporation y se encuentra operada por la subsidiaria Fox News Media con sede en Nueva York. El canal transmite principalmente desde sus estudios en 1211 Avenida de las Américas en Midtown Manhattan. Posee una señal internacional disponible fuera de Estados Unidos que retransmite la programación del canal en su totalidad, reemplazando los comerciales norteamericanos por los bloques informativos Fox Extra. 
El canal fue fundado por el magnate mediático australiano Rupert Murdoch dirigido hacia una audiencia conservadora y contó como su primer director ejecutivo al exconsultor de medios de comunicación del Partido Republicano y exejecutivo de CNBC, Roger Ailes. Comenzó sus emisiones el 7 de octubre de 1996, en un inicio disponible para 17 millones de suscriptores de cable. Fox News incrementó su audiencia a fines de los años 1990 y durante los años 2000 para convertirse en la cadena de noticias de pago más vista de Estados Unidos. Hacia septiembre de 2018, cerca de 87 118 000 hogares (90.8% de suscriptores de televisión de pago) podían recibir el canal. En 2019, Fox News se convirtió en el canal de cable más visto en todo el país, con un promedio de 2,5 millones de televidentes. Murdoch ejerce como el actual presidente ejecutivo, mientras que Suzanne Scott es la directora general del canal. Comunicados mostraban a Suzanne Scott afirmando que la verificación de hechos alejaría a los espectadores de Fox.
Fox News ha sido acusada de promover propaganda favorable al Partido Republicano. Su cobertura ha sido acusada de incluir información sesgada y falsa que favorece al Partido Republicano, a sus políticos y a las causas conservadoras, a la vez que retrata al Partido Demócrata de forma negativa y engaña a su audiencia sobre ciencia, en particular sobre el cambio climático y la pandemia de COVID-19. Algunos críticos han argumentado que el canal perjudica la integridad de las noticias en general.
Fox News fue demandada por difamación en 2021 por dos empresas de máquinas de votación alegando que los presentadores e invitados de la cadena promovieron a sabiendas falsedades de que las máquinas de votación estaban amañadas para negar la reelección de Donald Trump en las elecciones presidenciales de 2020. Las empresas reclamaban un total de 4 300 millones de dólares por daños. Fox News acordó pagar 787,5 millones de dólares para resolver la demanda y reconoció la sentencia judicial de que había emitido declaraciones falsas sobre Dominion Voting Systems y las elecciones de 2020.
Según el Centro de Investigación Pew, en 2019, el 65 % de los republicanos y de las personas que se inclinan por el Partido Republicano confiaron en Fox News.

## Controversias
Fox News ha sido objeto de varias polémicas y acusaciones desde su creación por la News Corporation original de Rupert Murdoch en 1996.
Fairness and Accuracy in Reporting (Imparcialidad y Exactitud en Reportajes) y Media Matters for America (Media importa para América), han expresado que la línea editorial de Fox News es conservadora. Incluso Howard Dean, que presidía el Comité Nacional Democrático en 2005, y el expresidente de Estados Unidos Bill Clinton, se han referido a Fox News como “una máquina de propaganda de la derecha”.
El presentador de la cadena de noticias CNN, Larry King, dijo en una entrevista con el Chicago Sun Times el 17 de enero de 2007, que Fox News es una marca del Partido Republicano, e incluso una extensión del mismo.
Fox News ha demostrado el apoyo al conservadurismo en las campañas presidenciales. La cadena organizó un debate entre los precandidatos del Partido Republicano el 5 de enero de 2008, pero no invitó a Ron Paul, argumentando su baja popularidad. Paul era el único candidato de ideología liberal libertaria, y, por ello, el único contrario a la Guerra de Irak.
En marzo de 2016, Fox defendió a su presentadora Megyn Kelly de los ataques contra ella supuestamente hechos por Donald Trump, uno de los candidatos en las elecciones presidenciales de Estados Unidos de 2016.
En julio de 2021, durante las manifestaciones en Cuba el canal mostraba imágenes alegando que eran manifestaciones «anti-comunistas» contra el gobierno del presidente Miguel Díaz Canel; sin embargo, se ha mostrado en redes sociales un vídeo de cómo Fox News censuró los mensajes de las manifestaciones que eran a favor del gobierno cubano, cuyas imágenes decían «Las calles son de los revolucionarios» y «Viva la revolución», textos que la cadena ocultó dejándolas borrosas.
En abril de 2023 reconoció haber mentido a sus espectadores sobre los resultados de las elecciones a la presidencia de Estados Unidos de 2020 y secundado todas las reclamaciones falsas de Donald Trump y pagó a la empresa Dominion 787,5 millones de dólares para evitar ir a juicio.